# Alex Silva
Alex Sandro Da Silva (Amparo, São Paulo, Brasil; 10 de marzo de 1985), conocido simplemente como Alex Silva, es un exfutbolista brasileño nacionalizado boliviano. Jugó como defensa central. 
Es hermano menor de Luisão, también futbolista que se retiró en el Benfica de Portugal.

## Trayectoria
A inicios de 2005 emigra por primera vez al exterior siendo prestado al Stade Rennes de Francia compartiendo el equipo con el sueco Andreas Isaksson, el francés Yoann Gourcuff y el suizo Alexander Frei que ese año se coronó como máximo goleador de la Ligue 1 2004-05 con 20 goles, logró clasificar a la Copa de la UEFA 2005-06. A su regreso al Vitória comparte camerinos con David Luiz y Hulk.
Estuvo varios años en el Sao Paulo compartiendo equipo con grandes jugadores como Miranda, Diego Lugano, Rogerio Ceni y Casemiro.

### Hamburgo
A mediados del 2008 Hamburgo compró el 50% de la ficha del jugador en 6,5 millones de euros (unos USD 10 millones), hizo una gran zaga defensiva con Jérôme Boateng.
Para la temporada 2010-2011 regresa a préstamos al Sao Paulo por aproximadamente 1,0 millón de euros.

### Flamengo
A mediados del 2011 es traspasado al Flamengo, con este club jugó la Copa Sudamericana 2011, compartiendo equipo con Ronaldinho, además de jugar la Copa Libertadores 2012.

### Jorge Wilstermann
En 2017 es refuerzo del Jorge Wilstermann de Cochabamba para jugar la Copa Conmebol Libertadores 2017.

## Clubes
| Club              | País     | Año         |
| ----------------- | -------- | ----------- |
| Ponte Preta       | Brasil   | 2001 - 2002 |
| Vitória           | Brasil   | 2003 - 2004 |
| Stade Rennes      | Francia  | 2005        |
| Vitória           | Brasil   | 2005        |
| São Paulo         | Brasil   | 2006 - 2008 |
| Hamburgo          | Alemania | 2008 - 2009 |
| São Paulo         | Brasil   | 2010 - 2011 |
| Flamengo          | Brasil   | 2011        |
| Cruzeiro          | Brasil   | 2012        |
| Flamengo          | Brasil   | 2013        |
| Boa Esporte       | Brasil   | 2013 - 2014 |
| São Bernardo      | Brasil   | 2015        |
| Brasiliense       | Brasil   | 2015        |
| Rio Claro         | Brasil   | 2016        |
| Hercílio Luz      | Brasil   | 2016        |
| Jorge Wilstermann | Bolivia  | 2017 - 2019 |

## Palmarés

### Títulos regionales
| Título            | Club    | País   | Año  |
| ----------------- | ------- | ------ | ---- |
| Campeonato Baiano | Vitória | Brasil | 2003 |
| Campeonato Baiano | Vitória | Brasil | 2004 |
| Campeonato Baiano | Vitória | Brasil | 2005 |

### Títulos nacionales
| Título           | Club        | País    | Año           |
| ---------------- | ----------- | ------- | ------------- |
| Brasileirāo      | São Paulo   | Brasil  | 2006          |
| Brasileirao      | São Paulo   | Brasil  | 2007          |
| Primera División | Wilstermann | Bolivia | Apertura 2018 |

### Copas internacionales
| Título       | Equipo | Sede      | Año  |
| ------------ | ------ | --------- | ---- |
| Copa América | Brasil | Venezuela | 2007 |